# 金国琛
金国琛（1822年—1879年） 字逸亭，江苏江阴人，清朝官員。
咸丰五年（1855年）加入湘军罗泽南部，並在江西、湖北作戰，晉升為知县。後來金国琛又率军攻下湖口等地，晋升為同知直隶州。咸丰八年（1858年）攻下九江，又率軍進攻太湖、潜山、桐城、舒城。咸丰九年（1859年）來到湖南宝庆与石达开部作战。后在安徽與陈玉成作戰。 咸豐十一年（1861年）來到湖北抵抗二次西征太平军。同治二年（1863年）前往甘肃鞏秦階道任職。光绪元年（1875年）負責广东督粮道。同治三年（1864年）出任广东按察使。

## 延伸阅读
[在维基数据编辑]
 《清史稿/卷433》，出自趙爾巽《清史稿》